# Mapamundi del Beat de Liébana
El Mapamundi del Beat de Liébana és una de les principals obres cartogràfiques de l'alta edat mitjana. Va ser elaborat pel monjo Beat de Liébana basant-se en les descripcions aportades per Sant Isidor de Sevilla, Claudi Ptolemeu i les Sagrades Escriptures. Encara que el manuscrit original s'ha perdut, en resta algunes còpies, en els anomenats Beatus, que conserven una fidelitat prou gran respecte a l'original.
El mapa es reprodueix en el pròleg del segon llibre del Comentari a l'Apocalipsi del Beat de Liébana. La funció principal del mapa no és la de representar cartogràficament el món sinó de servir d'il·lustració a la diàspora primigènia dels apòstols.

## La cosmovisió europea alt-medieval
Segons les descripcions del Gènesi que el Beat prenia per base, la terra era plana i sobre ella s'elevava la volta celeste en què es movien el Sol, la Lluna i tot un seguit de lluminàries menors com els planetes i les estrelles. Es considerava que existien dos tipus de masses d'aigua: Les aigües superiors, que eren contingudes per la volta celeste i que usualment queien a la terra en forma de pluja, i les aigües inferiors, que eren les que nodrien els rierols, els rius i les grans masses d'aigua salada.

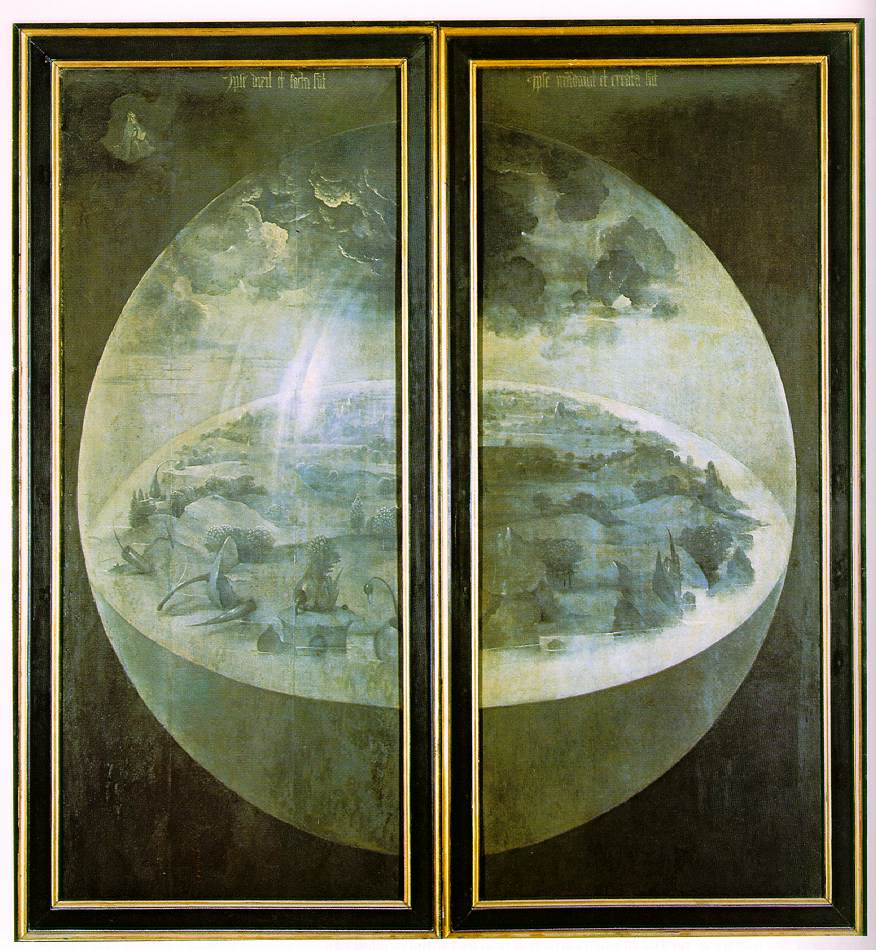
Aquesta imatge de El Jardí de les Delícies representa la cosmovisió hebrea recollida en el llibre del Gènesi. La terra és un disc envoltat de dues masses aquoses: les aigües superiors, que ocasionalment cauen a la terra en forma de pluja quan YHVH obre les comportes del cel, i les aigües inferiors, formades pels mars, els llacs i l'Oceà. En les profunditats de l'esfera del cosmos es troba el Sheol, habitada dels morts fins a l'arribada del Judici Final.

En aquest mapamundi l'orbe es representa com un disc circular envoltat per les aigües de l'Oceà. La terra es divideix en tres continents: Àsia (semicercle superior), Àfrica (quadrant inferior dret) i Europa (quadrant inferior esquerre), que corresponen respectivament als descendents dels tres fills de Noè: Sem, Cam i Jàfet. Les masses continentals són separades per corrents d'aigua o mars interiors com el mar Mediterrani (Europa-Àfrica), el riu Nil (Àfrica-Àsia) i el Bòsfor i el mar Egeu (Europa-Àsia). Al centre del món se situa Jerusalem, la ciutat sagrada del judaisme i la cristiandat, on Abraham va estar a punt de sacrificar el seu fill Isaac i on van tenir lloc els fets de la Passió i Resurrecció de Crist. La concepció de Jerusalem com umbilicum mundi era bastant usual en l'espiritualitat cristiana medieval: A la Divina Comèdia, Dante inicia el seu viatge als inferns des del subsòl d'aquesta ciutat.

## Descripció dels continents

### Àsia

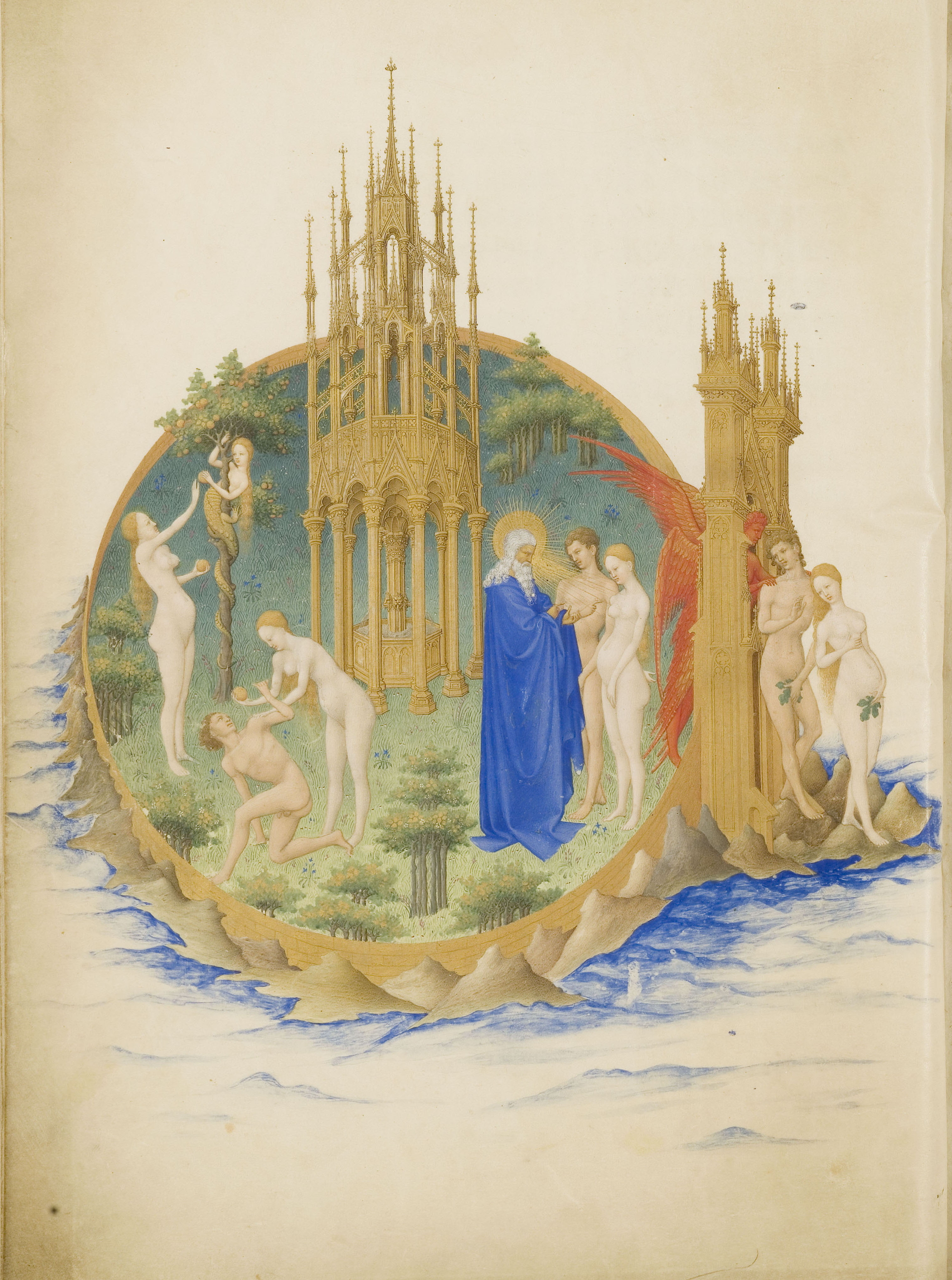
En aquesta il·lustració de Les molt riques hores del duc de Berry es representa l'expulsió d'Adam i Eva del Paradís Terrenal. Durant l'edat mitjana es creia que el Jardí de l'Edèn se situava a l'extrem oriental del món, i que era possible, en teoria aconseguir aquell lloc. Colom ho va intentar.

A l'extrem oriental d'Àsia es troba el Jardí de l'Edèn, territori paradisíac on no fa fred ni calor i on creixen arbres i fustes de tota classe. En el seu centre es troba l'Arbre de la Vida i al costat d'ell una font d'on brollen els quatre rius del Paradís: Tigris, Eufrates, Pisó i Guijon. L'entrada al Paradís es troba protegida per un querubí que branda una espasa de foc. A la costa meridional del continent asiàtic se situa l'Índia, enorme territori travessat per tres rius de nom Indo, Ganges i Hipano. És abundant en homes de color fosc, elefants, rinoceronts, espècies i pedres precioses com els robins, les maragdes o els diamants.
Les seves terres estan beneïdes pel vent de l'oest, Favoni, i per això donen dues collites a l'any. Allí se situen les muntanyes de l'Or, l'accés està vedat als humans per aixetes i dracs. Enfront de la costa Índia se situen les illes de Taprobane (Ceilan), abundant en gemmes i elefants, Chrysa i Argyre, fecundes en or i en plata respectivament, i finalment Tyle, els arbres mai perden les seves fulles (s'ha especulat que es tracta d'alguna illa d'Indonèsia).
A l'oest de l'Índia es troba Pàrtia, regió que s'estén entre els rius Indus i Tigris. Es divideix en cinc províncies diferents: Aracusia, la Partia estricta, anomenada així pels parts, braus guerrers que procedents d'Escítia van fundar un imperi que va tractar d'igual a igual a Roma, Assíria, anomenada així per Asur, el fill de Sem, famosa per haver inventat la porpra i tota mena de perfums i ungüents, en situava Nínive, la capital de l'antic imperi dels assiris, i on va anar a predicar inútilment el profeta Jonàs; Mitja, que es divideix en dues parts, la Mitja Major i la Mitja Menor, i, finalment Pèrsia, bressol del rei Cir, l'ungit de Déu, i regió on va sorgir per primera vegada la ciència màgica, introduïda per Nebroth el gegant, després de la confusió de les llengües sorgida a Babel.
Mesopotàmia és la regió situada entre els rius Tigris i Eufrates. S'hi troben les regions de Babilònia i de Caldea. Babilònia va ser l'antiga conqueridora del regne de Judà i lloc on es va exiliar el poble jueu. En aquesta ciutat van tenir lloc les revelacions del profeta Ezequiel, que tanta influència van tenir en la gènesi de la Crònica Profètic. De Caldea (sud de Mesopotàmia) suposaven les cròniques asturianes que procedien les hordes que van envair Espanya i van ser derrotades per Pelai I a la batalla de Covadonga. Entre les ciutats més importants d'aquesta regió poden citar-se Ur, bressol del patriarca Abraham, així com Erech (Uruk), que va ser fundada per Nemrod.

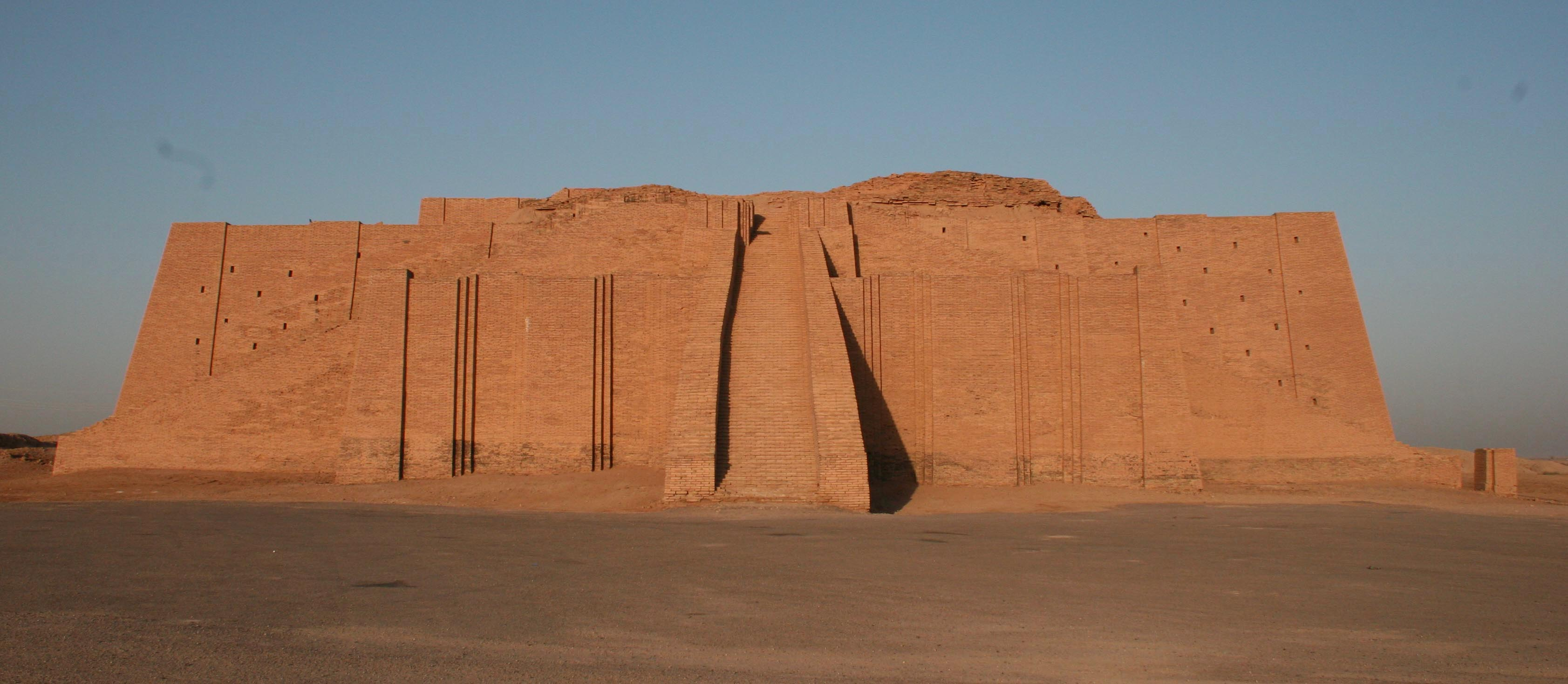
La tradició judeocristiana fa a Ur de Caldea pàtria del patriarca Abraham. Les cròniques Albeldense i rotense, quan narren la Invasió musulmana d'Hispània, realitzen una subtil distinció ètnica entre els invasores: Els berbers (com Tarik) són descrits amb el nom de moros, mentre que als àrabs (l'ètnia Muza ibn Nussayr) se'ls denomina caldeus. I és que en aquells temps es considerava que era Caldea i no Aràbia la pàtria original dels sarraïns.

Al sud del riu Eufrates i del sinus persicum (golf Pèrsic) se situava Aràbia, regió desèrtica, la part meridional (actual Iemen) rebia el nom d'Arabia Felix, l'Aràbia Feliç. Era una terra rica, fèrtil, on abundaven les pedres precioses, la mirra i l'encens. Hi vivia el fabulós au fènix, que després de morir envoltat de foc tornava a renéixer de les seves cendres.
A la frontera nord-occidental d'Aràbia, ja en territoris de l'antic imperi romà, s'estenia la província de Síria, els límits eren les muntanyes Taure i Caucas, pel nord, l'Eufrates, per l'est, el mar Mediterrani i Egipte, a Occident, i Aràbia al sud. Síria tenia tres províncies diferents: Comagene, Fenícia, Palestina. El territori de Fenícia arribava des del mar Mediterrani fins a la muntanya Líban i el mar de Tiberíades. S'hi trobaven les famoses ciutats de Sidó i de Tir. En aquesta última predicar tant el profeta Elies com Jesucrist. Més al Sud se situava Palestina, que al seu torn es subdividia en quatre províncies diferents: Galilea, en la qual s'enclavaven Natzaret, el mar de Tiberíades, on treballaven com pescadors bona part dels apòstols, i la muntanya Tabor, lloc on va tenir lloc la Transfiguració.
El riu Tigris tenia un tipus d'aigua agredolç, aquest és el riu en què es troba la civilització Sumèria, és a prop del riu Eufrates